# Wydymer

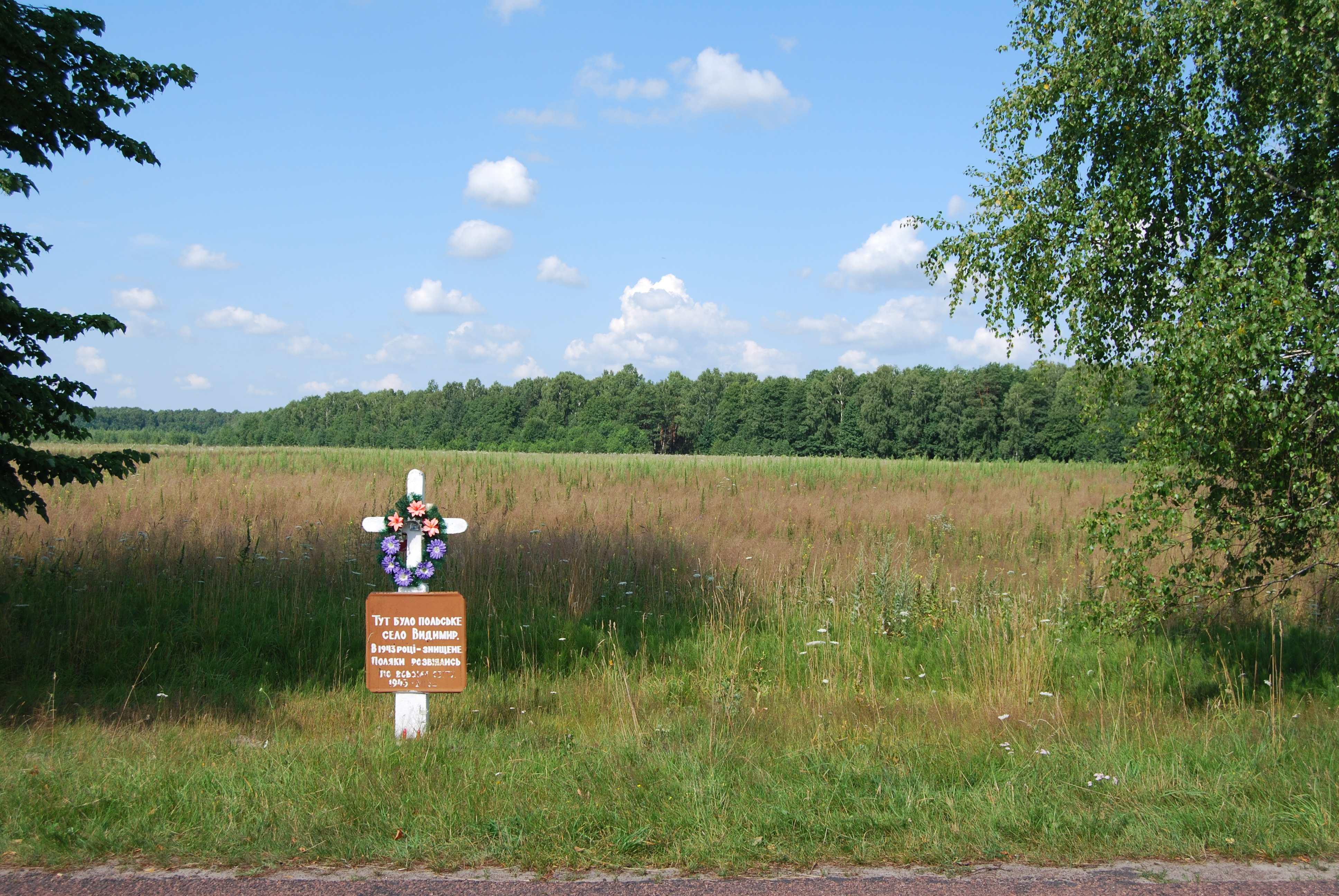
Krzyż i tabliczka z napisem w języku ukraińskim: Tu była polska wieś Wydymer. W 1943 roku – zniszczona. Polacy rozproszyli się po całym świecie. 1943 - 2006

Wydymer – polska wieś, obecnie nieistniejąca, założona w XVIII lub XIX wieku. W II RP należała do gminy Antonówka w powiecie sarneńskim województwa wołyńskiego (do 1930 roku w województwie poleskim). Spalona przez UPA w 1943 roku. W tym czasie liczyła ponad 50 gospodarstw.
W 1943 roku kolonia stała się bazą polskiej samoobrony należącą do ośrodka samoobrony w Antonówce. Przejściowo znajdowali w niej schronienie polscy uchodźcy z zaatakowanych przez UPA wsi (do 250 rodzin), udający się następnie w stronę stacji kolejowej Antonówka. 
31 lipca 1943 roku samoobrona Wydymeru odparła atak UPA zadając jej w wielogodzinnej walce straty w wysokości 10 zabitych. Wieś została jednak spalona, co zmusiło jej mieszkańców do wycofania się do stacji kolejowej Antonówka, skąd zostali wywiezieni przez Niemców na roboty przymusowe w III Rzeszy.